# 纪鸿尚
纪鸿尚（？—），中华人民共和国政治人物，曾任中共宝鸡市委书记，中共陕西省委统战部部长，陕西省政协副主席，陕西省老科协名誉会长。